# Sonnenstein (Turíngia)
Sonnenstein é um município da Alemanha, situado no distrito de Eichsfeld, no estado da Turíngia. Tem 94,51 km² de área, e sua população em 2019 foi estimada em 4.505 habitantes. Foi formado em 1 de dezembro de 2011 após a fusão dos antigos municípios de Bockelnhagen, Holungen, Jützenbach, Silkerode, Steinrode, Stöckey, Weißenborn-Lüderode e Zwinge.